# Peru International 2021
Die Peru International 2021 im Badminton fanden vom 21. bis zum 25. Mai 2021 in Lima statt.

## Sieger und Platzierte
| Disziplin    | Gold                               | Silber                                            | Bronze                                      |
| ------------ | ---------------------------------- | ------------------------------------------------- | ------------------------------------------- |
| Herreneinzel | Brian Yang                         | Ygor Coelho                                       | Kevin Cordón                                |
| Herreneinzel | Brian Yang                         | Ygor Coelho                                       | Gergely Krausz                              |
| Dameneinzel  | Laura Sárosi                       | Daniella Gonda                                    | Wiktoria Dąbczyńska                         |
| Dameneinzel  | Laura Sárosi                       | Daniella Gonda                                    | Haramara Gaitan                             |
| Herrendoppel | Koceila Mammeri Youcef Sabri Medel | Anibal Marroquín Jonathan Solís                   | Mohamed Abderrahime Belarbi Adel Hamek      |
| Herrendoppel | Koceila Mammeri Youcef Sabri Medel | Anibal Marroquín Jonathan Solís                   | Rubén Castellanos Christopher Martínez      |
| Damendoppel  | Diana Corleto Soto Nikte Sotomayor | Alejandra José Paiz Quân Mariana Isabel Paiz Quan | Micaela Castillo Salazar Micaela Flores     |
| Damendoppel  | Diana Corleto Soto Nikte Sotomayor | Alejandra José Paiz Quân Mariana Isabel Paiz Quan | Iona Gualdi Ailen Oliva                     |
| Mixed        | Jonathan Solís Diana Corleto Soto  | Luis Montoya Vanessa Villalobos                   | Santiago de la Oliva Inés Mendoza           |
| Mixed        | Jonathan Solís Diana Corleto Soto  | Luis Montoya Vanessa Villalobos                   | Sebastián Martínez Cardoso Miriam Rodríguez |